# Teodardo Leitz
Teodardo Leitz O.F.M. (Karlsruhe, 8 de maio de 1915 — Alemanha, 27 de fevereiro de 1999) foi um bispo católico alemão da Diocese de Dourados.